# Mónaco en los Juegos Olímpicos de la Juventud 2018
Mónaco participó en los Juegos Olímpicos de la Juventud 2018 en Buenos Aires, Argentina, celebrados entre el 6 y el 18 de octubre de 2018. Su delegación estuvo conformada por cinco atletas en tres disciplinas. No obtuvo medallas en las justas.

## Medallero
| Medalla       | Oro | Plata | Bronce | Total |
| ------------- | --- | ----- | ------ | ----- |
| Total oficial | 0   | 0     | 0      | 0     |

## Disciplinas

### Atletismo
Mónaco clasificó a una atleta en esta disciplina.
- Eventos femeninos - Charlotte Afriat

### Natación
Mónaco clasificó a dos atletas en esta disciplina.
- Eventos masculinos - Emilien Puyo
- Eventos femeninos - Claudia Verdino

### Voleibol playa
Mónaco clasificó a un equipo masculino en esta disciplina.
- Torneo masculino - 1 equipo de 2 atletas